# كوزمت
كوزمت هي قرية أمازيغية جبلية مغربية وسط المملكة. تنتمي كوزمت لإقليم شيشاوة في مراكش تانسيفت الحوز. حسب تعداد لعام 2004 فإن كوزمت تضم هذه القرية 4.540 نسمة.في 282 أسرة